# Trophée Lalique de 2003
Trophée Lalique de 2003 foi a décima sétima edição do Trophée Lalique, um evento anual de patinação artística no gelo organizado pela Federação Francesa de Esportes no Gelo (em francês:  Federation Française des Sports de Glace), e que fez parte do Grand Prix de 2003–04. A competição foi disputada entre os dias 13 de novembro e 16 de novembro, na cidade de Paris, França.

## Eventos
- Individual masculino
- Individual feminino
- Duplas
- Dança no gelo

## Medalhistas
| Evento                        | Ouro                                       | Prata                                           | Bronze                                           |
| Individual masculino detalhes | Evgeni Plushenko · Rússia                  | Kevin van der Perren · Bélgica                  | Michael Weiss · Estados Unidos                   |
| Individual feminino detalhes  | Sasha Cohen · Estados Unidos               | Shizuka Arakawa · Japão                         | Julia Sebestyen · Hungria                        |
| Duplas detalhes               | Zhang Dan · Zhang Hao · China              | Tatiana Totmianina · Maxim Marinin · Rússia     | Tiffany Scott · Philip Dulebohn · Estados Unidos |
| Dança no gelo detalhes        | Albena Denkova · Maxim Staviski · Bulgária | Marie-France Dubreuil · Patrice Lauzon · Canadá | Isabelle Delobel · Olivier Schoenfelder · França |

## Resultados

### Individual masculino
| Pos.              | Nome                 | Nacionalidade  | Pontos | PC         | PL          |
| ----------------- | -------------------- | -------------- | ------ | ---------- | ----------- |
| Medalha de ouro   | Evgeni Plushenko     | Rússia         | 234.29 | 75.35 (1)  | 158.94 (1)  |
| Medalha de prata  | Kevin van der Perren | Bélgica        | 197.33 | 63.95 (4)  | 133.38 (3)  |
| Medalha de bronze | Michael Weiss        | Estados Unidos | 195.98 | 65.90 (3)  | 130.08 (4)  |
| 4                 | Brian Joubert        | França         | 195.58 | 62.17 (6)  | 133.41 (2)  |
| 5                 | Daisuke Takahashi    | Japão          | 194.62 | 71.31 (2)  | 123.31 (5)  |
| 6                 | Alexander Shubin     | Rússia         | 178.21 | 62.31 (5)  | 115.90 (7)  |
| 7                 | Fedor Andreev        | Canadá         | 176.05 | 58.61 (7)  | 117.44 (6)  |
| 8                 | Frédéric Dambier     | França         | 167.20 | 54.23 (9)  | 112.97 (8)  |
| 9                 | Gregor Urbas         | Eslovênia      | 153.37 | 55.01 (8)  | 98.36 (11)  |
| 10                | Li Yunfei            | China          | 152.50 | 51.96 (11) | 100.54 (10) |
| 11                | Stefan Lindemann     | Alemanha       | 149.42 | 45.90 (12) | 103.52 (9)  |
| WD                | Stanick Jeannette    | França         | —      | 53.98 (10) | — (WD)      |

### Individual feminino
| Pos.              | Nome               | Nacionalidade  | Pontos | PC         | PL         |
| ----------------- | ------------------ | -------------- | ------ | ---------- | ---------- |
| Medalha de ouro   | Sasha Cohen        | Estados Unidos | 197.19 | 69.38 (1)  | 127.81 (1) |
| Medalha de prata  | Shizuka Arakawa    | Japão          | 172.12 | 62.34 (2)  | 109.78 (2) |
| Medalha de bronze | Júlia Sebestyén    | Hungria        | 163.32 | 58.44 (3)  | 104.88 (3) |
| 4                 | Beatrisa Liang     | Estados Unidos | 143.94 | 45.98 (7)  | 97.96 (4)  |
| 5                 | Alisa Drei         | Finlândia      | 141.91 | 47.52 (5)  | 94.39 (5)  |
| 6                 | Anne-Sophie Calvez | França         | 140.44 | 47.90 (4)  | 92.54 (6)  |
| 7                 | Annette Dytrt      | Alemanha       | 132.53 | 46.30 (6)  | 86.23 (7)  |
| 8                 | Jenna McCorkell    | Reino Unido    | 123.98 | 44.22 (9)  | 79.76 (8)  |
| 9                 | Julia Lautowa      | Áustria        | 123.66 | 45.58 (8)  | 78.08 (9)  |
| 10                | Candice Didier     | França         | 113.30 | 43.62 (10) | 69.68 (10) |

### Duplas
| Pos.              | Nome                                   | Nacionalidade    | Pontos | PC        | PL         |
| ----------------- | -------------------------------------- | ---------------- | ------ | --------- | ---------- |
| Medalha de ouro   | Zhang Dan / Zhang Hao                  | China            | 174.88 | 60.12 (2) | 114.76 (1) |
| Medalha de prata  | Tatiana Totmianina / Maxim Marinin     | Rússia           | 165.20 | 63.88 (1) | 101.32 (4) |
| Medalha de bronze | Tiffany Scott / Philip Dulebohn        | Estados Unidos   | 162.26 | 54.66 (3) | 107.60 (2) |
| 4                 | Anabelle Langlois / Patrice Archetto   | Canadá           | 160.48 | 54.04 (4) | 106.44 (3) |
| 5                 | Kateřina Beránková / Otto Dlabola      | República Tcheca | 144.54 | 49.24 (6) | 95.30 (6)  |
| 6                 | Sabrina Lefrançois / Jérôme Blanchard  | França           | 143.84 | 48.06 (7) | 95.78 (5)  |
| 7                 | Viktoria Borzenkova / Andrei Chuvilaev | Rússia           | 143.75 | 51.62 (5) | 92.13 (7)  |
| 8                 | Marylin Pla / Yannick Bonheur          | França           | 139.76 | 47.96 (8) | 91.80 (8)  |

### Dança no gelo
| Pos.              | Nome                                    | Nacionalidade  | Pontos | DC         | DO         | DL         |
| ----------------- | --------------------------------------- | -------------- | ------ | ---------- | ---------- | ---------- |
| Medalha de ouro   | Albena Denkova / Maxim Staviski         | Bulgária       | 210.44 | 39.83 (1)  | 62.58 (1)  | 108.03 (1) |
| Medalha de prata  | Marie-France Dubreuil / Patrice Lauzon  | Canadá         | 202.37 | 36.47 (2)  | 58.02 (4)  | 107.88 (2) |
| Medalha de bronze | Isabelle Delobel / Olivier Schoenfelder | França         | 200.30 | 36.45 (3)  | 59.77 (2)  | 104.08 (3) |
| 4                 | Tanith Belbin / Benjamin Agosto         | Estados Unidos | 195.19 | 34.61 (4)  | 59.05 (3)  | 101.53 (4) |
| 5                 | Svetlana Kulikova / Vitali Novikov      | Rússia         | 171.76 | 30.91 (5)  | 51.11 (5)  | 89.74 (5)  |
| 6                 | Roxane Petetin / Mathieu Jost           | França         | 157.44 | 29.15 (6)  | 41.89 (6)  | 86.40 (6)  |
| 7                 | Kristin Fraser / Igor Lukanin           | Azerbaijão     | 145.77 | 28.88 (7)  | 41.53 (7)  | 75.36 (8)  |
| 8                 | Nathalie Péchalat / Fabian Bourzat      | França         | 144.80 | 26.64 (9)  | 40.97 (8)  | 77.19 (7)  |
| 9                 | Anastasia Grebenkina / Vazgen Azrojan   | Armênia        | 134.88 | 26.40 (10) | 37.38 (9)  | 71.10 (9)  |
| 10                | Mariana Kozlova / Sergei Baranov        | Ucrânia        | 127.20 | 27.13 (8)  | 35.06 (10) | 65.01 (10) |
| 11                | Alessia Aureli / Andrea Vaturi          | Itália         | 119.73 | 24.79 (11) | 32.85 (11) | 62.09 (11) |

## Quadro de medalhas
| Ordem | País           | Medalha de ouro | Medalha de prata | Medalha de bronze |    | Ordem por total |
| ----- | -------------- | --------------- | ---------------- | ----------------- | -- | --------------- |
| 1     | Rússia         | 1               | 1                |                   | 2  | 2               |
| 2     | Estados Unidos | 1               |                  | 2                 | 3  | 1               |
| 3     | Bulgária       | 1               |                  |                   | 1  | 3               |
| 3     | China          | 1               |                  |                   | 1  | 3               |
| 5     | Bélgica        |                 | 1                |                   | 1  | 3               |
| 5     | Canadá         |                 | 1                |                   | 1  | 3               |
| 5     | Japão          |                 | 1                |                   | 1  | 3               |
| 8     | França         |                 |                  | 1                 | 1  | 3               |
| 8     | Hungria        |                 |                  | 1                 | 1  | 3               |
| TOTAL | TOTAL          | 4               | 4                | 4                 | 12 | —               |